# Andrzej Gniewosz
Andrzej Gniewosz herbu Kościesza (zm. przed 2 stycznia 1656 roku) – łowczy wielki koronny w 1627 roku, starosta zawichojski.
Marszałek sejmików województwa lubelskiego w 1633, 1639 i 1642 roku.
W 1648 roku był elektorem Jana II Kazimierza Wazy z województwa lubelskiego.